# غريت فالي (نيويورك)
غريت فالي (بالإنجليزية: Great Valley, New York)‏ هي بلدة أمريكية تقع في الولايات المتحدة في مقاطعة كاتاروغوس، نيويورك. يقدر عدد سكانها بـ 1,947 نسمة وترتفع عن سطح البحر 445.01 متر.